# Seebad Mariendorf

Seebad Mariendorf, 1908. Das Wohnhaus stand an der heutigen Ullsteinstraße, links neben ihm der Haupteingang. Der baumumstandene Karpfenteich liegt rechts vor dem Wohnhaus und ist verdeckt. Rechts vom Steg der Teil für Schwimmer; hinten Mitte der Sprungturm.

Das Seebad Mariendorf war ein Freibad, das von 1876 bis 1950 im heutigen Berliner Ortsteil Mariendorf existierte. Es gehörte zur Zeit seiner Errichtung zum Kreis Teltow und wurde erst 1920 nach Groß-Berlin eingemeindet. 1953 wurden die Badeeinrichtungen zugunsten einer Wohnbebauung beseitigt. Es lag an der Südseite der Ullsteinstraße (Haupteingang) zwischen dem Mariendorfer Damm und der Rathausstraße, durchgehend bis zur Markgrafenstraße. Das Seebad wurde 1872 von Adolf Lewissohn gegründet, fast 30 Jahre vor dem Bau des 1906 eröffneten Teltowkanals.

## Entstehung

Anzeige der Tempelhofer Eiswerke von Löwynsohn bei Mariendorf 1876

Im Juli 1881 wird im Berliner Tageblatt über einen tödlichen Badeunfall im Seebad berichtet

Erwähnung der Bade- und Schwimmanstalt von Löwisson 1887 zur Eröffnung der Pferdebahnlinie zwischen Tempelhof und Mariendorf

Ebenfalls 1887 wurde über den Diebstahl von 80 Badehosen und sämtlicher Likörflaschen aus der Lewissohn’schen Badeanstalt berichtet

Das Wohnhaus der Lewissohns und weiter hinten der Eingang des Seebad Mariendorf von der Germelmannbrücke aus gesehen

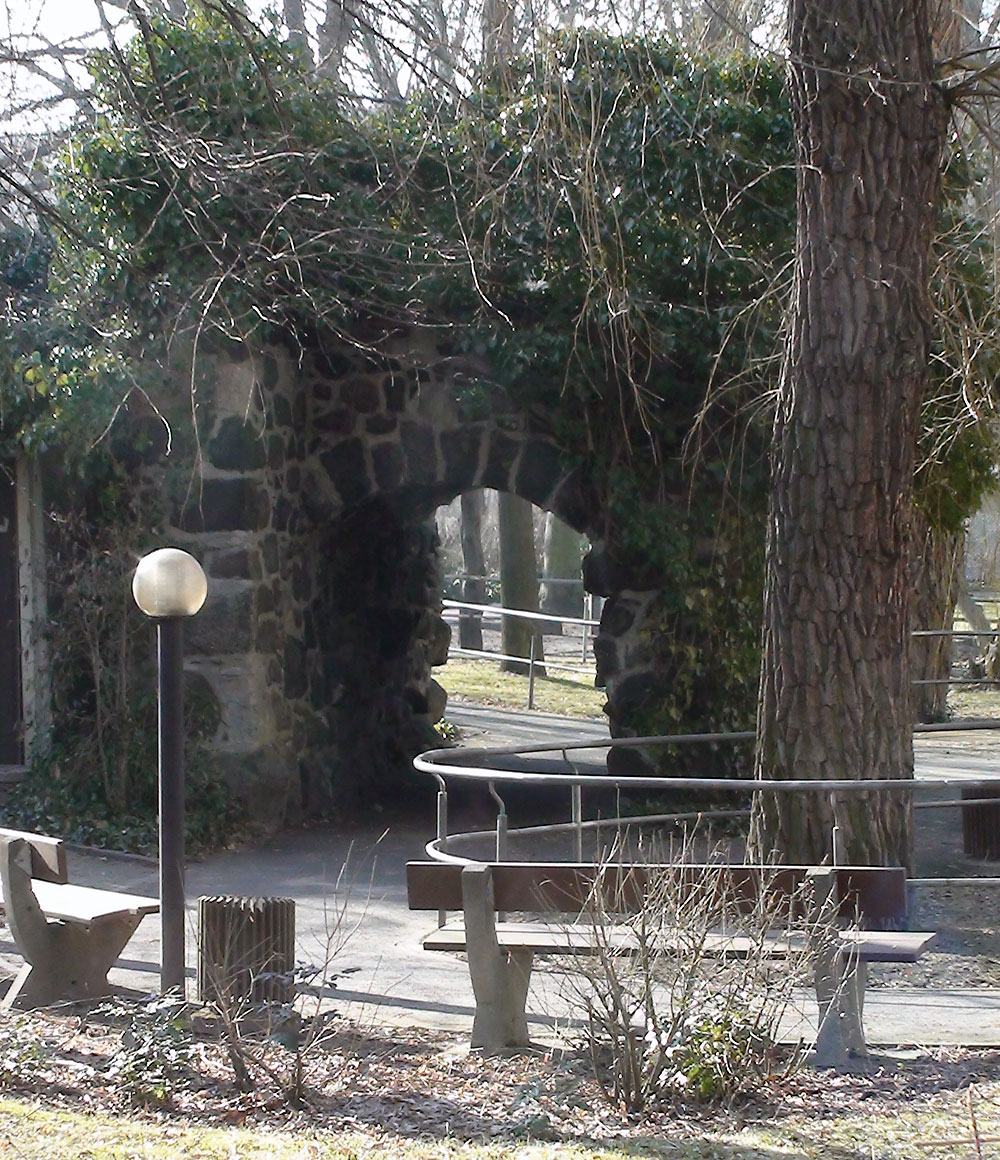
Die Reste der Steingrotte auf dem Gelände des Seniorenzentrums an der Ullsteinstraße, 2011

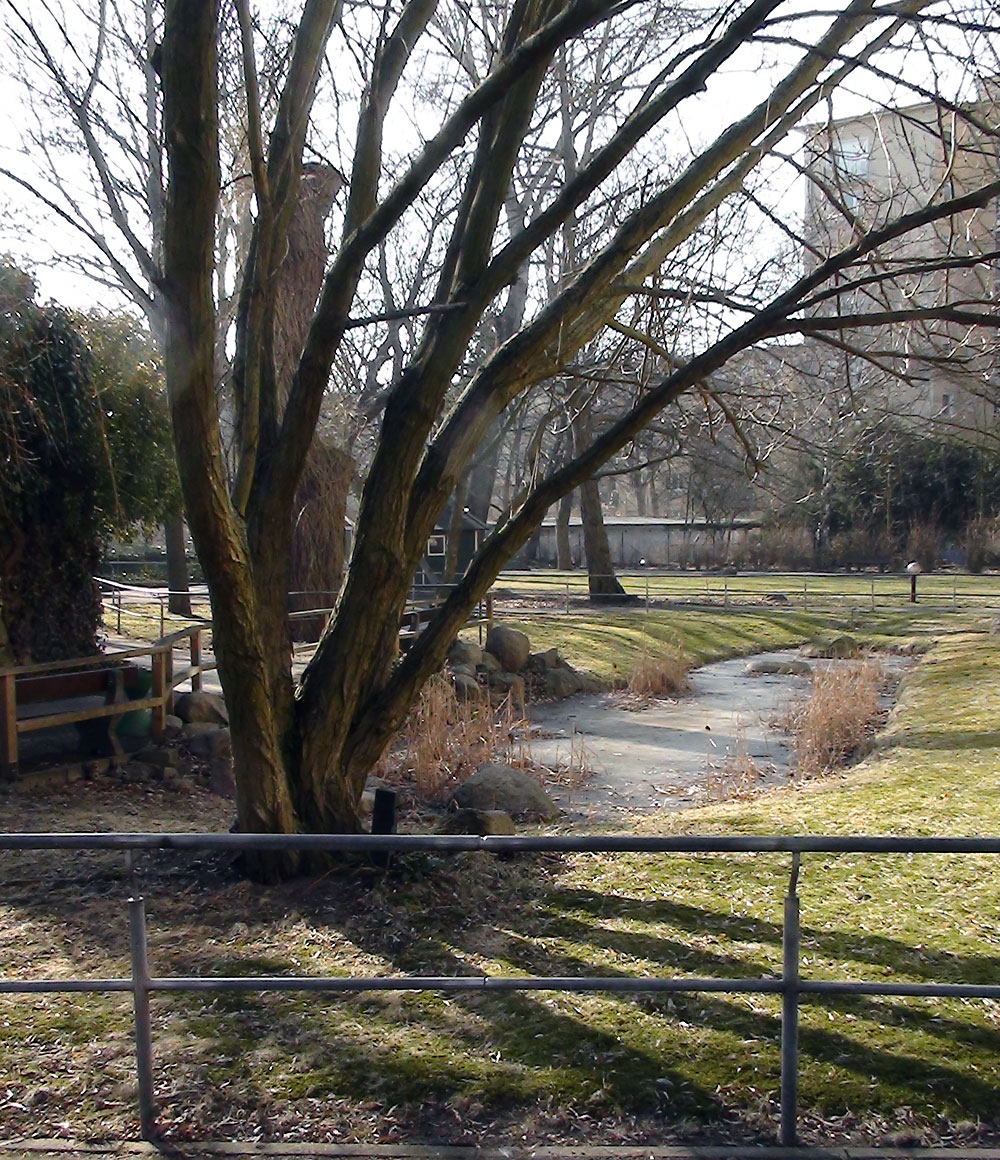
Der Zierteich auf dem Gelände des Seniorenzentrums an der Ullsteinstraße, 2011

An dieser Stelle, wie auch an vielen Stellen des späteren Teltowkanals, befanden sich viele Tümpel und Teiche. Im Jahr 1871 kaufte Salomon Lewissohn (geb. 5. August 1805; gest. 18. April 1876), der Vater von Adolf Lewissohn, das Grundstück vom Rittergut Tempelhof. Das Grundstück am ehemaligen Grenzweg, ab 1907 Burggrafenstraße, ab 1927 Ullsteinstraße und während der Zeit des Nationalsozialismus Zastrowstraße (bis 1949), hatte eine Größe von 9,5 Morgen, dies entspricht etwa 2,4 Hektar (rund 24.000 m²).
Adolf Lewissohn (geb. 6. Juli 1852 in der Tempelhofer Dorfstraße; gest. 14. November 1927 in Mariendorf) ließ 1872 die von seinem Vater gekauften Wiesen- und Wasserflächen von Sumpfpflanzen reinigen und ausbaggern. Er hat erheblich zur Eröffnung der Anlage beigetragen.
Um 1872 wurde ein zweigeschossiges Wohnhaus neben dem Grundstück am Grenzweg errichtet und zu einem Restaurant ausgebaut. Im Sommer 1876 wurde dann die Badeanstalt eröffnet. Die dort befindlichen Teiche wurden in den Wintermonaten zur „Eisernte“ genutzt, das heißt, es wurde Natureis auf Vorrat gehalten. Während der „Eisernte“ waren die Lewissohnschen Eiswagen eine alltägliche Erscheinung im Berliner Straßenbild. Als Höchstleistung sollen an einem Tag 500 Fuhren nach Berlin gerollt sein. Adolf Lewissohn war auch kommunalpolitisch tätig. Mehrere Jahrzehnte war er die erste Hand des Tempelhofer Bürgermeisters Friedrich Mussehl (geb. 23. November 1855 in Lychen; gest. 24. Dezember 1912 in Tempelhof).
So gelang ihm zum Beispiel der Verkauf eines großen Areals zwischen dem nördlichen Mariendorf und Südende, das sich im Besitz verschiedener Eigentümer befand, an die Imperial-Continental-Gas-Association, die 1901 darauf das Gaswerk Mariendorf errichtete. Dieses übernahm die Versorgung des südlichen Berliner Raumes und war außerdem damit bis 1912 der größte Steuerzahler Mariendorfs. Durch diese Einnahmen konnten unter anderem in der Rathaus- Ecke Kaiserstraße 1905 das Rathaus (zerstört im Zweiten Weltkrieg) und 1911 das Eckener-Gymnasium sowie Gemeindestraßen erbaut werden. Außerdem war Lewissohn behilflich beim Verkauf und der Erschließung des Geländes am Teltowkanal zur Industrieansiedlung.
Fast jedes Jahr wurden die Wasserbecken und die Parkanlagen erweitert oder umgestaltet. Es wurde eine Sportbahn angelegt, die eine Länge von 130 Meter hatte, wie es den damaligen Wettkampfbestimmungen entsprach. Ein „Riesen“-Wasserbecken wurde gebaut und mit Beton umgeben. Außerdem wurde ein 60 Meter tiefer Brunnen angelegt. Der Brunnen hatte eine elektrisch betriebene Pumpe, was zur damaligen Zeit sehr beachtlich war. Es konnte auch während des Badebetriebes Frischwasser zu- und verbrauchtes Wasser abgeführt werden. Damals hieß es in der Werbung, dies sei „die größte und schönste Badeanstalt von Groß-Berlin mit ständigem Zu- und Abfluss“.

## Geschichte
Das Seebad diente nicht nur dem Freizeitvergnügen, es wurde auch von Schulen und Vereinen für Schwimmunterricht und Schwimmtraining, Kurse für Rettungsschwimmer sowie Wettkampfveranstaltungen genutzt. Die Deutschen Schwimmmeisterschaften 1911 wurden im Seebad ausgetragen, am 2. Juni 1912 fanden hier Ausscheidungskämpfe für die Olympischen Sommerspiele in Stockholm statt.
Während des Ersten Weltkriegs und danach bis zum Jahr 1919 wurden das neue Wohn- und Restaurantgebäude als Kriegslazarett genutzt und durch den Bau von zusätzlichen Baracken gegenüber vom Seebad direkt am Teltowkanal konnten bei voller Belegung 400 Kranke und Verwundete versorgt werden. 800 Insassen sollen während der gesamten Zeit dort verstorben sein.
In den 1920er Jahren wurden an heißen Sommertagen täglich bis zu 4000 Badegäste gezählt. Die Restaurant- und Saalbauten mit entsprechenden Kücheneinrichtungen ermöglichten die Durchführung von Verbandsfesten mit bis zu 7000 Personen.
In den Teichen der Parkanlage waren neben riesigen Goldfischen auch bis zu 60 Jahre alte und 15 Kilogramm schwere Karpfen, einige tummelten sich auch in den Schwimmabteilungen. Auf dem Karpfenteich waren auch Enten zu Hause. Die daneben angelegte Grotte und das sogenannte „Freiwild-Aquarium“ waren eine besondere Sehenswürdigkeit im Seebad Mariendorf. Der Karpfenteich einschließlich Grotte war durch einen breiten Holzsteg von den Badebecken abgetrennt, die ihrerseits durch einen Holzsteg in Schwimmer und Nichtschwimmer unterteilt waren. Die Wände der Schwimmbecken bestanden aus Beton, der Boden aus Sand. Es gab einen hölzernen Sprungturm mit Drei-Meter-Brett und hölzerne Umkleidekabinen. Als Liegeflächen dienten Holzroste auf dem breiten Steg zum Karpfenbecken sowie eine viereckige Fläche mit strandartigem Sand an der Grundstücksgrenze zur Markgrafenstraße.
Am 14. November 1927 starb Adolf Lewissohn im 76. Lebensjahr nach langer und schwerer Krankheit. Ebenfalls im November 1927 fand in den Festräumen des Seebades die Gründungsversammlung des Mariendorfer Reichsbanners statt. Als Festredner sprach an diesem Tag der von den Nationalsozialisten später ermordete SPD-Landtagsabgeordnete Erich Kuttner. Zu dem Festakt erschienen unter anderem auch der Tempelhofer Lokalpolitiker und spätere Bürgermeister Otto Burgemeister und der ehemalige Berliner Polizeipräsident Wilhelm Richter.
Am 13. Dezember 1930 hielt der ehemalige Innenminister in Preußen und Berliner Polizeipräsident, Albert Grzesinski, eine umstrittene Rede im Seebad. Er hatte 1929 politisch als Innenminister den Blutmai in Berlin zu verantworten.
Zum 60-jährigen Bestehen des Seebades wurde im Juli 1932 eine Festwoche durchgeführt. Es gab allabendlich unter anderem Rundfunkdarbietungen und Kinderfeste. Das Motto lautete „Seebad in Flammen“. Der Gründer des Seebades hat dies nicht mehr erlebt. Ihm zur Erinnerung war anlässlich seines ersten Todestages am 14. November 1928 im Privatpark der Familie ein Gedenkstein von seiner Tochter gewidmet worden. Der Verbleib des Steines ist heute unbekannt.
Nach dem Jubiläum erschien am 12. August 1932 ein Artikel in der Tempelhof-Mariendorfer Zeitung, in dem erwähnt wurde, dass auf Einladung von Helene Lewissohn (geb. 18. Juni 1874; gest. 17. April 1957), der einzigen Tochter und Erbin von Adolf Lewissohn, hundert ältere und bedürftige Frauen aus Mariendorf kostenlos mit Kaffee und Kuchen im Seebad bewirtet wurden, und dass es ihnen unmöglich war, die gespendeten Kuchenberge und Kaffeemengen zu verbrauchen. Diese hochherzige Tat hat ein bleibendes Denkmal in den Herzen der Eingeladenen geschaffen und die alten Damen dankten es ihr mit Tränen in den Augen.

### Zeit des Nationalsozialismus 1933–1945
Im Jahr 1933 begann der Prozess der „Arisierung“ des Seebades. Als erster Nutzer übernahm der Reichsluftschutzbund (RLB) spätestens im September 1933 Räume auf dem Seebadgrundstück und zahlte für diese als Nutzung einer Bezirksluftschutzschule im Gegensatz zu den bisherigen Nutzern (u. a. das ehemalige Polizeirevier 202) keine Miete. Ab April 1934 war ein gerichtlich bestellter Zwangsverwalter für das gesamte Grundstück tätig.
Helene Lewissohn „verkaufte“ im Juli 1934 an den Gastwirt Paul Hilgner ein rund 9300 m² großes Grundstück (den östlichen Teil) mit allen Baulichkeiten und Maschinen für 115.000 Mark (kaufkraftbereinigt in heutiger Währung: rund 625.000 Euro). Nach Abzug aller Verbindlichkeiten, die aufgelaufen waren, erhielt Frau Lewissohn einen Betrag von lediglich 151,25 Mark.
Hilgner wurde am 23. August 1933 in die NSDAP aufgenommen und war bis Anfang 1936 ordentliches Mitglied, als er durch ein bürokratisches Versehen nicht in der Zentralkartei registriert wurde. Das Wiederaufnahmeverfahren zog sich aber so sehr in die Länge, dass er 1937 nicht wieder aufgenommen wurde, weil mittlerweile für Freimaurer die Zugehörigkeit zur NSDAP ausgeschlossen wurde. Bis November 1932 war Hilgner Mitglied der Logenvereinigung Blücher von Wahlstadt gewesen.
Als wesentlicher Urheber für die Herabsetzung des Kaufpreises auf einen so niedrigen amtlichen Schätzpreis wird unter anderem das NSDAP-Mitglied Carl Pollesch vermutet, der seit Juli 1933 in Tempelhof Staatskommissar für das bezirkliche Finanzwesen und ab 1937 Bezirksbürgermeister war.
Die C. Lorenz AG pachtete ab 1937 den Grundstücksteil von Paul Hilgner als „Kameradschaftsheim“ und lagerte dort auch betriebliche Unterlagen des Konzerns ein.
Im Jahr 1939 wurde auch der bei Helene Lewissohn verbliebene westliche Teil mit dem Seebad am 28. Februar zwangsversteigert. Käuferin des auf 50.000 Mark taxierten Grundstücks wurde Franziska Theuerkauf, die zuvor zwei auf dem Grundstück lastende Hypotheken „mit hohem Damnum“ (also zu einem wesentlich geringeren Preis) erworben hatte. Ihr Sohn, der Kaufmann Friedrich Theuerkauf, war bereits seit April 1933 bekennendes NSDAP-Mitglied und sie bezahlte für das 12.000 m² große Grundstück mit dem Seebad 60.000 Mark. Das Gutachten eines Architekten im Jahr 1932 bezifferte den Wert noch auf 294.000 Mark.
Die C. Lorenz AG gab 1942 das Kameradschaftsheim wieder auf und die Wehrkreisverwaltung richtete dort ein Reservelazarett ein. Im Zweiten Weltkrieg diente das Seebad als Hilfskrankenhaus für das Reservelazarett 122, das heutige Wenckebach-Krankenhaus, wobei hier zusätzliche Verwundete der Abteilung für Kieferverletzte untergebracht wurden.
Mit der Adresse Zastrowstraße 163 befand sich auf dem Gelände des Schwimmbads ein Zwangsarbeitslager, das bei einem Luftangriff am 1. März 1943 getroffen und beschädigt wurde. Betreiber des Lagers war die 1925 gegründete ORMIG Organisations-Mittel GmbH, die auf der anderen Seite des Teltowkanals in der Wolframstraße 87–91 in Tempelhof ihren Sitz hatte. Die Belegung des Lagers wurde mit 95 Personen (sowjetische Zwangsarbeiterinnen und belgische Zwangsarbeiter) angegeben, mindestens drei Frauen aus dem Lager brachten in der Frauenklinik Neukölln Kinder zur Welt. Die Firma ORMIG bestand in Tempelhof noch weiter bis Ende der 1980er Jahre, seit der Berlin-Blockade unterhielt sie in Bad Oeynhausen eine Zweigfabrik und ein Auslieferungslager. Dort wurde sie mit der ORMIG Organisationsmittel GmbH, Werk Oeynhausen zusammengeführt und ist 1991 erloschen.

### Klagen auf Wiedergutmachung nach dem Zweiten Weltkrieg
Auf Antrag der ehemaligen Besitzerin Helene Lewissohn wurde 1948 von der Treuhandstelle für jüdisches und polnisches Vermögen in Groß-Berlin zur Abwicklung der laufenden Geschäfte eine Verwalterin für das Grundstück der Hilgners eingesetzt. Das Grundstück fiel unter das Gesetz Nr. 52 der Alliierten Kommandantur über Vermögen, das unter Zwang oder Drohung übertragen oder dem Besitzer rechtswidrig entzogen wurde. Der Einspruch der Hilgnerschen Rechtsanwälte dagegen scheiterte, die Alliierten verwiesen auf die Entscheidung der insgesamt sechs Wiedergutmachungsverfahren zur Rückerstattung, die sich gegen vier Pächter oder Besitzer der Grundstücke nebst Nutzung und das Inventar des Restaurants bezogen. Diese Verfahren richteten sich gegen den mittlerweile am 1. März 1947 verstorbenen Paul Hilgner und seine Ehefrau Margarete, Franziska Theuerkauf, Heinrich Ditze und Willi Gummelt.
Anfang 1952 endete ein Wiedergutmachensverfahren, das seit 1950 zur Rückerstattung der Grundstücke und Bebauung geführt wurde, mit einem Vergleich über 1000 Mark, bevor es zu einem förmlichen Gerichtsverfahren kam. Die inzwischen mittellose Frau Lewissohn beantragte zuvor zweimal erfolglos für die Tätigkeit eines Anwalts das Armenrecht. Das Kammergericht befand die Erfolgsaussichten des Rückerstattungsantrages vor Urteilsfindung des Landgerichts als nicht hinreichend beurteilt.
Auch die anderen Verfahren um die Grundstücke Ullsteinstraße 154–156 und 160–164 wurden 1953 durch Zurückziehung des Erstattungsanspruchs oder Gerichtsurteil ohne Entschädigung beendet. Im selben Jahr wurden dann noch erfolglos die Prozessgebühren über 166,10 Mark für das Widerspruchsverfahren gegen das Kammergericht durch eine Zwangsvollstreckung bei Frau Lewissohn eingefordert, sie hatte aber mittlerweile den Offenbarungseid geleistet.

### Das Ende des Seebades
Nach dem Kriegsende ging der Bade- und Schwimmbetrieb mit Unterbrechungen und verschiedenen Pächtern bis Anfang der 1950er Jahre weiter. Das Reservelazarett und die Lorenz AG räumten das Gelände und die Gebäude des inzwischen stark heruntergekommenen Seebads bis zum 30. September 1945. Im Mai 1946 wird das Seebad Mariendorf als eines der vier wieder geöffneten Freibäder im amerikanischen Sektor erwähnt.
Am 20. Oktober 1946 gab es in Berlin seit über 13 Jahren die ersten freien Wahlen zur Stadtverordneten- und Bezirksverordnetenversammlung. Am 13. Dezember 1946 fand die erste Bezirksverordnetenversammlung (BVV) statt und die 40 Mitglieder wählten Jens Nydahl zum Bürgermeister von Tempelhof. Die ersten Sitzungen der Entnazifizierungskommission für Tempelhof fanden ebenfalls hier statt.
Da das Rathaus Tempelhof Kriegsschäden aufwies, wurden im Gelände des Seebades Abteilungen (u. a. die Baupolizei und das Lebensmittelkartenamt) untergebracht, sodass die Badeanstalt erst einmal schließen musste. Anfang 1947 wurde zwischen dem Bezirksamt und der Frau des verstorbenen Besitzers, Margarete Hilgner, ein Pachtvertrag für die Dauer von fünf Jahren unterschrieben. Außerdem mietete der Orden Odd Fellows den ehemaligen Festsaal für anderthalb Jahre, auch Paul Hilgner war in der Loge Mitglied gewesen.
Das Amtsgericht Tempelhof-Kreuzberg nutzte bis Mai 1947 das Restaurant- und Veranstaltungsgebäude als Dienststelle, da dessen Amtsgebäude in Berlin-Kreuzberg schwere Kriegsschäden aufwies.
In den Jahren 1946 und 1947 fanden im Seebad Mariendorf auch Kunstausstellungen statt. Im August 1946 zeigte das bereits Ende Mai 1945 von Cuno Fischer gegründete Berliner Kulturkollektiv in Zusammenarbeit mit dem Tempelhofer Volksbildungsamt u. a. Werke von Otto Mueller, Erich Heckel, Franz Heckendorf, Bertold Haag, Horst Strempel und Lidy von Lüttwitz. Im Oktober 1947 veranstaltete der Tempelhofer Bezirksausschuss des FDGB eine Ausstellung im Rahmen einer Kulturwoche und zeigte u. a. Werke von Sella Hasse, Ottilie Ehlers-Kollwitz und Bruno Skibbe.
Im Juni 1950 wurde das gesäuberte Bad durch Bürgermeister Otto Burgemeister feierlich wiedereröffnet, endete aber mit dem Abbaden des in Tempelhof beheimateten Schwimmvereins BSV Friesen 1895 e. V. im September 1950. Versuche, es wieder zu eröffnen, scheiterten.
Im Mai 1951 wurde im Tempelhofer Pohlezettel berichtet, dass der Pächter die Auflagen zur Verbesserung der hygienischen Verhältnisse wohl nicht erfüllen kann und es somit keinen Badebetrieb mehr gibt. Gefordert wurden unter anderem die Bereinigung des Untergrunds und Zementierung oder Beschüttung mit Kies sowie die Erzielung einer genügenden Sichttiefe zur Rettung Ertrinkender und eine genügende Frischwasserzufuhr. Von der Trennung des Karpfenteichs vom Schwimmbecken wurde aufgrund der wirtschaftlichen Schwierigkeiten des Pächters Abstand genommen. Ähnliche Anforderungen wurden auch an die Planschbecken gestellt, durch die in großem Maße Krankheiten übertragen worden sein sollen, auch die Kinderlähmungsepidemie 1948/1949 hätte dort ihren Anfang genommen. Bereits im September 1949 hatte der Bezirk Tempelhof deswegen Kindern bis 14 Jahren das Baden im Seebad Mariendorf, der Badeanstalt im Werner-Werk Marienfelde und den Planschbecken des Bezirks verboten.
Am 17. Juni 1951 fand im Garten des Seebades an den See-Terrassen eine Modenschau statt, die anliegende Geschäfte und Firmen aus Tempelhof veranstalteten. Zu diesem Anlass berichtete Der Tempelhofer davon, dass wohl seit vielen Jahren das erste Mal wieder ein guter Besuch stattfand.
Im Jahr 1952 gab es durch den damaligen Jugendstadtrat Rudolf Dümchen den Versuch, die Gebäude als Haus der Jugend zur Nutzung durch die Jugendförderung zu erhalten, diese Pläne wurden aber nicht realisiert. Am 29. August 1952 fand die letzte Sportveranstaltung in den Räumen des Seebades statt, der TSV Tempelhof-Mariendorf hatte einen Wettkampf organisiert, in der Amateur-Boxer aus Berliner Vereinen in unterschiedlichen Gewichtsklassen kämpften.
Das Technische Hilfswerk nutzte 1953 das Seebad als Übungsgelände. Die Schwimmbecken und der Karpfenteich wurden zugeschüttet und die Bauwerke der Badeanstalt abgerissen.
Ab 1954 wurde das Gelände – obwohl es noch genug Trümmergrundstücke in Berlin gab, die unbebaut waren – mit mehreren Wohnhäusern bebaut und im einzig vom Seebad übrig gebliebenen Wohnhaus der Lewissohns wurde am 23. Dezember 1954 das Hospital Margaretenheim eröffnet. Das Hospital hatte 104 Betten, hauptsächlich für Frauen, zur Verfügung, die Männerabteilung umfasste nur elf Betten. Der Umbau erfolgte auch mit Hilfe öffentlicher Mittel, da das Bezirksamt Tempelhof an dem Unternehmen ein starkes Interesse hatte und es förderte, um die Krankenhäuser von Patienten in der Geriatrie zu entlasten.
Am 17. April 1957 verstarb Helene Lewissohn, die zuletzt ab vermutlich 1952 in einer Wohnung in der Prühßstraße 79 lebte, im Wenckebach-Krankenhaus in Tempelhof. Beerdigt wurde sie im Urnengrab ihrer Eltern auf dem Friedhof Mariendorf II in der Friedenstraße. Das Grab wurde 30 Jahre nach ihrer Bestattung eingeebnet.
Das ehemalige Wohnhaus der Lewissohns wurde dann vermutlich spätestens Anfang der 1980er Jahre abgerissen, als das Krankenheim Tempelhof auf dem Grundstück Ullsteinstraße 159 neu erbaut wurde (Eröffnung 1983).

### Ehrung und Erinnerung

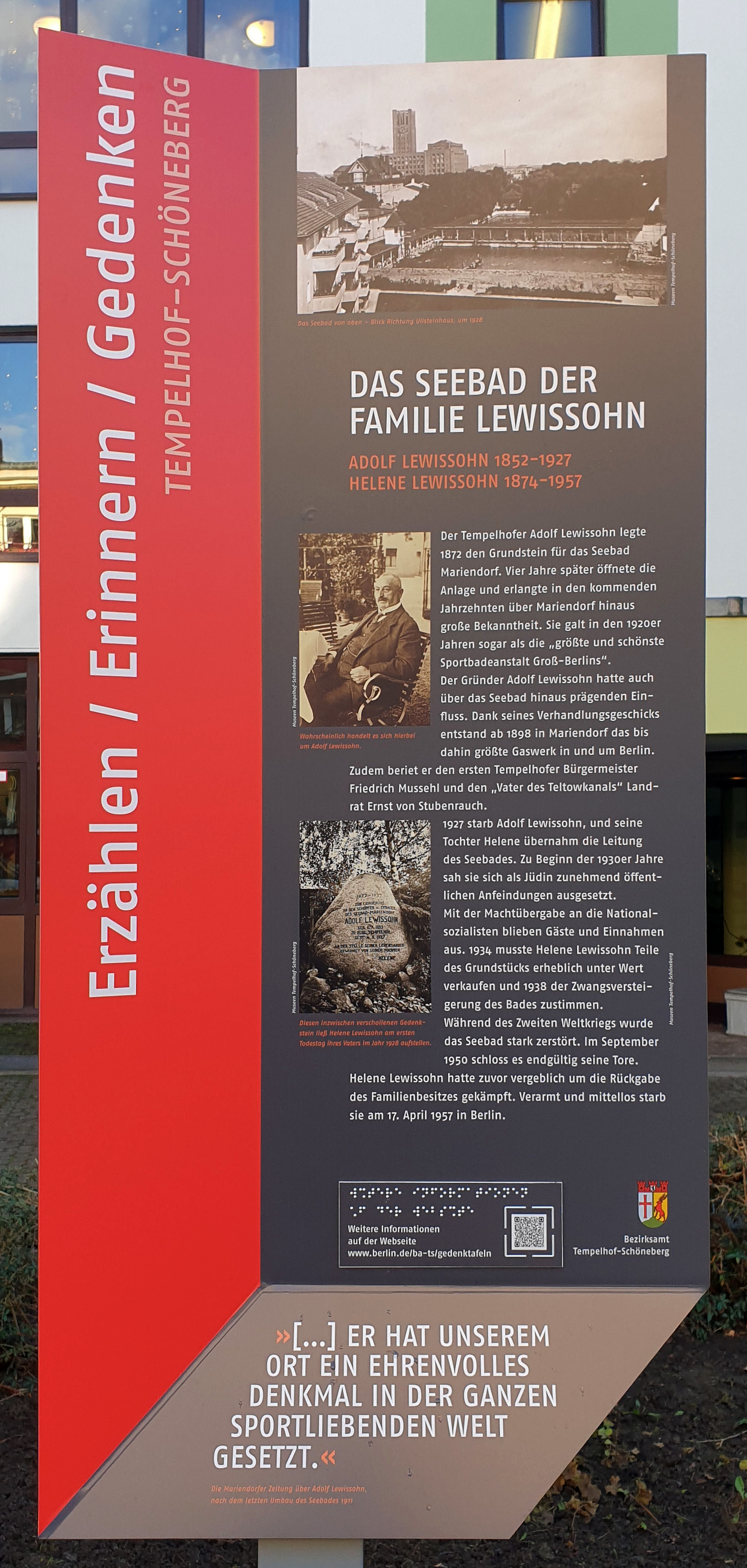
Gedenktafel vor der Seniorenresidenz Alloheim, Ullsteinstraße 159 in Mariendorf

Seit 2016 gab es eine Initiative, den Neubau des geplanten Multifunktionsbades in Mariendorf am Ankogelweg nach Helene Lewissohn zu benennen. Am 13. September 2016 stellte die Fraktion der Linken gemeinsam mit der Fraktion der SPD in der BVV Tempelhof-Schöneberg dazu den Antrag. Aufgrund dessen wurde in der Sitzung am 16. November 2016 gegen die Stimmen der AfD-Fraktion beschlossen, sich beim Bezirksamt und den zuständigen Stellen dafür einzusetzen, dass der Name der Familie Lewissohn eine öffentliche Würdigung in Mariendorf erfährt.
Am 20. März 2019 wurde ein weiterer Antrag zum Leben und Wirken der Familie Lewissohn in die BVV Tempelhof-Schöneberg eingebracht, durch eine Wanderausstellung zur Sportgeschichte in Mariendorf soll das Gedenken an Adolf und Helene Lewissohn wachgehalten werden.
2021 wurde im Tempelhof Museum in der Sonderausstellung „Kommt schwimmen.“ Das Seebad Mariendorf 1876–1950 an die Geschichte des Seebads und an Adolf Lewissohn und seine Tochter Helene Lewissohn erinnert.
Ende 2022 wurde mit gestiegenen Baukosten begründet, dass nur in Pankow ein Multifunktionsbad gebaut und das in Mariendorf vorhandene Kombibad stattdessen saniert wird. Eine Benennung nach Helene Lewissohn steht damit nach aktueller Kenntnis nicht mehr in Aussicht.
Am 29. November 2024 wurde die Gedenktafel zum Seebad der Familie Lewissohn vor der Seniorenresidenz Alloheim, Ullsteinstraße 159, offiziell eingeweiht.

### Relikte
Einige alte Bäume, ein übrig gebliebener Rest der von Adolf Lewissohn erbauten Grotte aus Findlingen sowie ein neu angelegter kleiner Zierteich sind noch auf dem Gelände des heutigen Seniorenzentrums an der Ullsteinstraße vorhanden. Im Eingangsbereich des Seniorenzentrums erinnert die großformatige Replikation einer Postkarte von einer Fotografie Anfang des 20. Jahrhunderts an das ehemalige dort vorhandene Seebad.